# Municipio vecchio di Jindřichův Hradec
Il municipio vecchio di Jindřichův Hradec (in ceco Radnice staré v Jindřichově Hradci) si trova nell'omonimo comune del Distretto di Jindřichův Hradec nella Boemia Meridionale, Repubblica Ceca. La sua storia inizia nel XV secolo.

## Storia

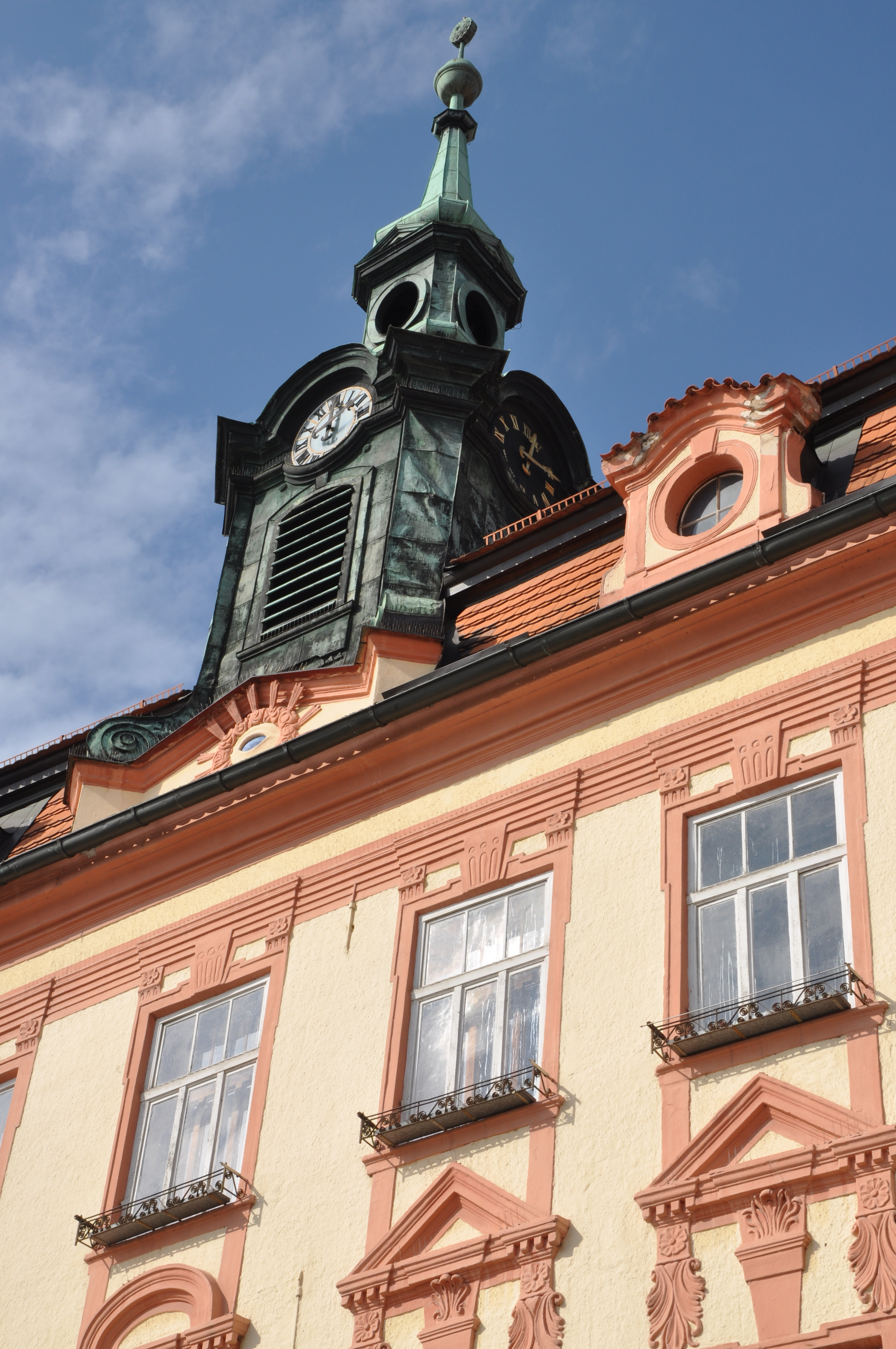
Particolare dell'ultimo piano e della torretta con orologio

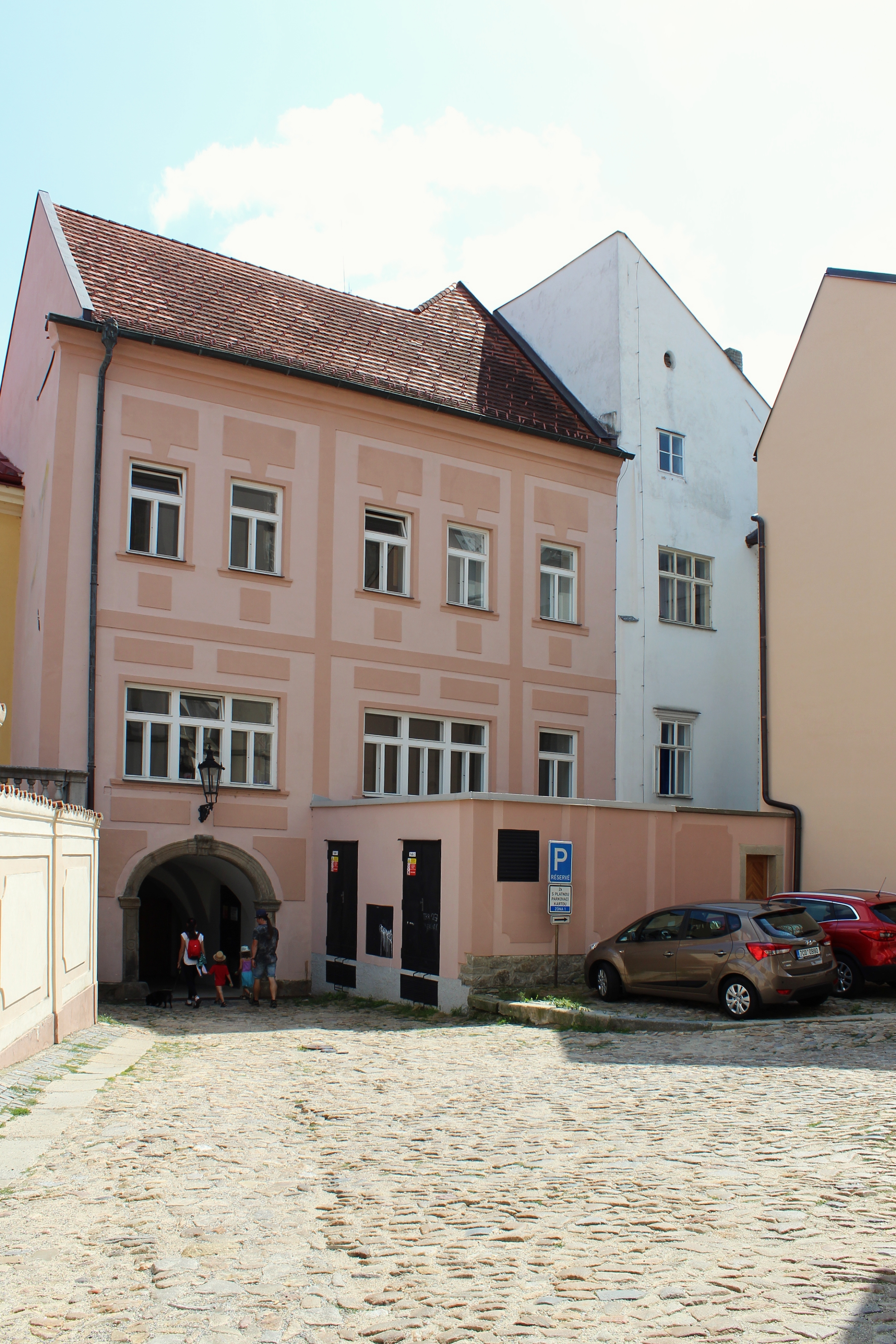
Facciata posteriore dell'edificio

Le fonti storiche più antiche che citano la costruzione del vecchio municipio in piazza della Pace (Náměstí Míru) di Jindřichův Hradec risalgono al 1493. La sua edificazione richiese tuttavia tempi lunghi dei quali non si hanno notizie. La cronaca del periodo menziona l'edificio in relazione al fatto che gli allora consiglieri di Hradec Králové vi fecero costruire una caratteristica torretta. Secondo una leggenda il maestro praghese Hanuš di Růže avrebbe dovuto installare sulla torretta un nuovo orologio circa un anno dopo la sua costruzione, tuttavia questo non avvenne mai e probabilmente Hanuš non fu neppure autore dell'orologio astronomico di Praga. Nel corso dei secoli successivi l'edificio subì numerose modifiche. Dopo un incendio che lo danneggiò all'inizio del XVII secolo venne ampliato e il vicolo che originariamente si estendeva dalla piazza alla chiesa parrocchiale venne occupato. Nel nuovo passaggio che venne così aperto nel volto sotto l'edificio i panettieri iniziarono a vendere i loro prodotti, da questo il nome del posto: Chlebnice (pagnotta di pane). Sul retro del municipio si trovava in quegli anni una prigione, la cosiddetta casetta per gli uccelli. Nella piazza antistante c'era una gogna di pietra con catene, rimossa a metà del XVIII secolo. Nel 1801 l'edificio fu danneggiato da un nuovo incendio, questa volta il più grande a memoria locale e divenuto famoso. Oltre al municipio andarono in fiamme i due terzi della città e le rovine dell'edificio dovettero essere quasi completamente demolite e ricostruite in un intervento che durò sei anni. Il progetto della ricostruzione, secondo lo stile neoclassico fu affidato a Václav Fiedler e i lavori vennero completati nel 1807 da Josef Schaffer, noto costruttore cittadino. Dal 1848 al 1905 il vecchio municipio ebbe la funzione di ufficio del governatore distrettuale. In tempi più recenti divenne sede del dipartimento per l'edilizia e la pianificazione del territorio e anche ufficio della polizia cittadina. Prima dell'inizio della ristrutturazione nel 2014 rimase a lungo quasi inutilizzato. Dopo la riapertura ospita una galleria comunale e altri locali per mostre permanenti.

## Descrizione
Il palazzo del municipio vecchio si trova in piazza della Pace a Jindřichův Hradec, comune della Boemia Meridionale, Repubblica Ceca. Si tratta di un edificio a tre piani con tetto a mansarda e caratteristica torretta con orologio. I piani superiori della facciata principale hanno ciascuno cinque finestre mentre il piano terreno presenta l'ampio volto che porta alla piazzetta posteriore e ha solo tre finestre. Nel portale in pietra del volto, in alto, si trova lo stemma della città. L'area della struttura comprende il vecchio palazzo comunale ed il cortile. Dalla sua riapertura al pubblico è divenuto essenzialmente una sede museale.

### Monumento culturale della Repubblica Ceca
La tutela dei monumenti della Repubblica Ceca considera il municipio vecchio di Jindřichův Hradec un monumento culturale tutelato col numero di catalogo 1000132423.